# Kamienica Betmanowska w Krakowie
Kamienica Betmanowska – zabytkowa kamienica znajdująca się w Krakowie, w dzielnicy I Stare Miasto na Starym Mieście przy Rynku Głównym 44. 
Powstała przez połączenie dwóch innych kamienic: Bełzowskiej i Betmanowskiej. Połączono je w całość w 1841 roku, dla Wincentego Kirchmayera. Na fasadzie nad wejściem znajduje się gotyckie godło kamienicy Betmanowskiej (patrząc od strony Rynku Głównego to prawa część obecnej kamienicy), głowę św. Jana, dlatego kamienica nosiła nazwę „Pod Ściętą Głową”. W drugiej kamienicy mieszkał żupnik wielicki Seweryn Bethman.
Przebudowując kamienicę Kirchmayer umieścił na attyce alegorie handlu i przemysłu: płaskorzeźby Ateny, Cerery, Hermesa a w tle żaglowiec i pociąg.
W 1849 kwaterował w kamienicy feldmarszałek Iwan Paskiewicz idący z wojskami na Węgry.
9 grudnia 1965 kamienica została wpisana do rejestru zabytków. Znajduje się także w gminnej ewidencji zabytków.

## Źródła
- Praca zbiorowa Zabytki Architektury i budownictwa w Polsce. Kraków, Krajowy Ośrodek Badań i Dokumentacji Zabytków Warszawa 2007, ISBN 978-83-92298-1
- Praca zbiorowa Encyklopedia Krakowa, Wydawnictwo Naukowe PWN, Warszawa-Kraków 2000, ISBN 83-01-13325-2
- Michał Rożek, Przewodnik po zabytkach Krakowa, Wydawnictwo WAM, Kraków 2012, ISBN 978-83-7505-661-7